# Suwajlih
Suwajlih (arab. صويلح) – miasto w Jordanii (muhafaza Amman), w zespole miejskim Ammanu; liczy 70 645 mieszkańców (2008). Ośrodek handlu i rzemiosła; węzeł drogowy.